# Andrei Leonidowitsch Melnitschenko
Andrei Leonidowitsch Melnitschenko (russisch Андрей Леонидович Мельниченко; * 21. Mai 1992 in Krasnojarsk) ist ein russischer Skilangläufer.

## Werdegang
Melnitschenko startete im November 2010 in Werschina Tjoi erstmals im Eastern-Europe-Cup und belegte dabei den 214. Platz im Sprint. In der Saison 2013/14 kam er im Eastern-Europe-Cup viermal unter die ersten Zehn. Dabei erreichte er in Werschina Tjoi mit dem dritten Platz über 15 km Freistil seine erste Podestplatzierung und errang zum Saisonende den 11. Platz in der Gesamtwertung. Bei den U23-Weltmeisterschaften 2015 in Almaty kam er auf den 14. Platz über 15 km Freistil und auf den 13. Rang im Skiathlon. Im Januar 2016 holte er im Skiathlon in Minsk seinen ersten Sieg im Eastern-Europe-Cup. Im selben Monat lief er in Nové Město sein erstes Weltcuprennen, welches er auf dem 22. Platz über 15 km Freistil beendete und holte damit seine ersten Weltcuppunkte. Anfang April 2016 wurde er bei den russischen Meisterschaften in Tjumen Zweiter im 50-km-Massenstartrennen. Die Saison 2015/16 beendete er auf dem achten Platz in der Gesamtwertung des Eastern-Europe-Cups. Nach Platz eins über 15 km klassisch beim Eastern-Europe-Cup in Krasnogorsk im Dezember 2016, belegte er bei der Tour de Ski 2016/17 den 27. Platz. Im Februar 2017 errang er in Syktywkar über 15 km Freistil den zweiten Platz und erreichte den 15. Platz in der Gesamtwertung des Eastern-Europe-Cups. Bei den Nordischen Skiweltmeisterschaften 2017 in Lahti kam er auf den 28. Platz im 50-km-Massenstartrennen. In der Saison 2017/18 belegte er bei der Tour de Ski 2017/18 den 19. Platz und bei den Olympischen Winterspielen 2018 in Pyeongchang den 48. Platz im Sprint, den 29. Rang im Skiathlon und den 14. Platz über 15 km Freistil. Im März 2018 gewann er den Demino Ski Marathon über 50 km Freistil.
Nach Platz 21 beim Lillehammer Triple zu Beginn der Saison 2018/19, wurde Melnitschenko in Beitostølen Dritter über 30 km Freistil und Zweiter mit der Staffel. Bei der Tour de Ski 2018/19 errang er mit drei Top-Zehn-Platzierungen, darunter Platz drei bei der Abschlussetappe im Fleimstal, den sechsten Platz. Im Januar 2019 kam er in Ulricehamn auf den zweiten Platz mit der Staffel. Beim Saisonhöhepunkt, den Nordischen Skiweltmeisterschaften 2019 in Seefeld in Tirol lief er im 50-km-Massenstartrennen und im Skiathlon jeweils auf den 13. Platz. Zum Saisonende belegte er beim Weltcupfinale in Québec den 18. Platz und erreichte abschließend den 14. Platz im Gesamtweltcup und den achten Rang im Distanzweltcup. Anfang April 2019 wurde er in Kononowskaja russischer Meister über 15 km Freistil. In der Saison 2019/20 errang er den achten Platz bei der Tour de Ski 2019/20 und den 14. Platz bei der Skitour 2020 und erreichte damit jeweils den 11. Platz im Gesamtweltcup und Distanzweltcup. Zudem wurde er in Lillehammer Zweiter und in Lahti Dritter mit der Staffel. Nach Platz neun beim Ruka Triple zu Beginn der Saison 2020/21, errang er in Davos den zweiten Platz über 15 km Freistil und den siebten Platz bei der Tour de Ski 2021. Beim Saisonhöhepunkt, den Nordischen Skiweltmeisterschaften in Oberstdorf, lief er den 12. Platz über 15 km Freistil. Zum Saisonende belegte er im Engadin den 64. Platz im 15-km-Massenstartrennen und den 59. Rang in der Verfolgung und erreichte damit abschließend den achten Platz im Gesamtweltcup und den sechsten Rang im Distanzweltcup.

## Erfolge

### Siege bei Continental-Cup-Rennen
| Nr. | Datum             | Ort         | Disziplin       | Serie              |
| --- | ----------------- | ----------- | --------------- | ------------------ |
| 1.  | 17. Januar 2016   | Minsk       | 20 km Skiathlon | Eastern Europe Cup |
| 2.  | 25. Dezember 2016 | Krasnogorsk | 15 km Freistil  | Eastern Europe Cup |

### Siege bei Worldloppet-Cup-Rennen
| Nr. | Datum        | Ort     | Rennen              | Disziplin                  |
| --- | ------------ | ------- | ------------------- | -------------------------- |
| 1.  | 3. März 2018 | Rybinsk | Demino Ski Marathon | 50 km Freistil Massenstart |

## Teilnahmen an Weltmeisterschaften und Olympischen Winterspielen

### Olympische Spiele
- 2018 Pyeongchang: 14. Platz 15 km Freistil, 29. Platz 30 km Skiathlon, 48. Platz Sprint klassisch

### Nordische Skiweltmeisterschaften
- 2017 Lahti: 28. Platz 50 km Freistil Massenstart
- 2019 Seefeld in Tirol: 13. Platz 30 km Skiathlon, 13. Platz 50 km Freistil Massenstart
- 2021 Oberstdorf: 12. Platz 15 km Freistil

## Platzierungen im Weltcup

### Weltcup-Statistik
Die Tabelle zeigt die erreichten Platzierungen im Einzelnen.
- 1.–3. Platz: Anzahl der Podiumsplatzierungen
- Top 10: Anzahl der Platzierungen unter den ersten zehn
- Punkteränge: Anzahl der Platzierungen innerhalb der Punkteränge
- Starts: Anzahl gelaufener Rennen in der jeweiligen Disziplin
- Hinweis: Bei den Distanzrennen erfolgt die Einordnung gemäß FIS.

| Platzierung               | Distanzrennen a | Distanzrennen a | Distanzrennen a | Distanzrennen a | Distanzrennen a | Skiathlon Verfolgung | Sprint | Etappen- rennen b | Gesamt | Team   | Team    |
| Platzierung               | ≤ 5 km          | ≤ 10 km         | ≤ 15 km         | ≤ 30 km         | > 30 km         | Skiathlon Verfolgung | Sprint | Etappen- rennen b | Gesamt | Sprint | Staffel |
| ------------------------- | --------------- | --------------- | --------------- | --------------- | --------------- | -------------------- | ------ | ----------------- | ------ | ------ | ------- |
| 1. Platz                  |                 |                 |                 |                 |                 |                      |        |                   |        |        |         |
| 2. Platz                  |                 |                 | 1               |                 |                 | 1                    |        |                   | 2      |        | 3       |
| 3. Platz                  |                 |                 |                 | 1               |                 | 1                    |        |                   | 2      |        | 2       |
| Top 10                    |                 | 2               | 9               | 1               | 1               | 6                    | 2      | 4                 | 25     |        | 6       |
| Punkteränge               |                 | 3               | 28              | 1               | 1               | 14                   | 11     | 11                | 69     |        | 8       |
| Starts                    |                 | 5               | 37              | 2               | 1               | 21                   | 19     | 11                | 96     |        | 8       |
| Stand: Saisonende 2021/22 |                 |                 |                 |                 |                 |                      |        |                   |        |        |         |

### Weltcup-Gesamtplatzierungen
| Saison  | Gesamt | Gesamt | Distanz | Distanz | Sprint | Sprint |
| Saison  | Punkte | Platz  | Punkte  | Platz   | Punkte | Platz  |
| ------- | ------ | ------ | ------- | ------- | ------ | ------ |
| 2015/16 | 9      | 128.   | 9       | 77.     | -      | -      |
| 2016/17 | 42     | 91.    | 26      | 68.     | -      | -      |
| 2017/18 | 80     | 61.    | 25      | 70.     | 7      | 79.    |
| 2018/19 | 577    | 14.    | 331     | 8.      | 40     | 45.    |
| 2019/20 | 625    | 11.    | 365     | 11.     | 60     | 32.    |
| 2020/21 | 586    | 8.     | 319     | 6.      | 65     | 27.    |
| 2021/22 | 87     | 49.    | 55      | 38.     | -      | -      |